# Каникулы Гуфи
«Каникулы Гуфи» (англ. A Goofy Movie) — американский полнометражный мультипликационный музыкальный комедийный фильм, созданный студией «DisneyToon Studios» и выпущенный кинокомпанией «Walt Disney Pictures».

## Сюжет
Последний учебный день, впереди лето. Макс, сын Гуфи, мечтает только о том, чтобы хоть как-то привлечь внимание его возлюбленной Роксаны и, помимо этого, наконец избавиться от титула местного недотёпы. На финальном собрании школы он и два его друга, Пи-Джей и Бобби, устраивают импровизированный концерт, имитируя звезду эстрады Пауэрлайна. Все ученики приходят в восторг, в том числе и Роксана, однако директору это не нравится, и он по очереди вызывает всех троих виновников к себе в кабинет. Роксана с подачи своей подруги поддерживает Макса, которому сама тайно симпатизирует.
Когда Гуфи узнаёт о выходке Макса, то приходит в ужас, приняв слишком близко к сердцу слова директора о том, что из Макса может вырасти преступник. Чтобы наладить отношения с сыном, он решает взять Макса на рыбалку, подобную той, на которую самого Гуфи брал в детстве отец. И вот Гуфи без предупреждения собирает вещи в автомобиль, несмотря на протесты Макса, и силком отправляется с ним на природу. Конечно, Гуфи не знает, что подруга Роксаны собирается устроить вечеринку с прямой трансляцией концерта Пауэрлайна, и Макс предложил Роксане пойти вместе с ним. По дороге Макс просит остановиться у её дома и с грустью предупреждает о своём отъезде. Роксана тоже расстраивается, и, чтобы она не пошла с кем-то другим, Макс говорит, будто бы едет на сам концерт и будет выступать вместе с Пауэрлайном, ведь он и его папа давние друзья.
По дороге к месту рыбалки Макс чувствует, что Гуфи относится к нему как к малышу, а не как к подростку, и от этого только ещё больше злится. Они встречаются с Пи-Джеем и его отцом Питом, которые приехали отдыхать со всеми современными удобствами в доме на колёсах. Пи-Джей говорит Максу, что многие знакомые ребята стоят на ушах после его заявления насчёт концерта и поголовно в это заявление верят, а Макс сокрушённо рассказывает, что это выдумка. Обе семьи разлучает неожиданно появившийся йети. Пит и Пи-Джей успевают уехать, но Гуфи и Макс вынужденно остаются ночевать в машине здесь под угрозой нового нападения. Ночью Макс тайком меняет маршрут на карте, чтобы они, в конце концов, приехали не на озеро, а в Лос-Анджелес — там будет проходить концерт Пауэрлайна, и можно будет попытаться хоть как-то исправить сказанную Роксане ложь. Наутро, когда йети покидает их и они отправляются дальше, Гуфи, не зная о случившемся, поручает Максу вести их, обещая вовсе не смотреть теперь в карту. Так он хочет показать, что верит в ответственность сына и доверяет ему. Несмотря ни на что, в новых местах, куда они приезжают, Макс постепенно начинает испытывать то же удовольствие, что и папа.
Гуфи и Макс останавливаются на одну ночь в гостинице. Также сюда неожиданно приезжают Пит и Пи-Джей. Снова встретившись, они проводят время, разделившись на детей и взрослых, и Пит случайно подслушивает разговор мальчиков, в котором Макс обсуждает с другом свой обман по отношению к Гуфи. Пит, искренне считая свои намерения желанием нести правду, сообщает Гуфи о секрете Макса. Гуфи не верит ему до последнего и убеждается, лишь посмотрев на карту. На следующий день Гуфи по дороге спрашивает у Макса насчёт поворота и после ответа понимает, что Макс до сих пор ведёт его туда, куда решил сам — в Лос-Аджелес. Гуфи ссорится с Максом, и получается так, что они угождают в реку вместе с автомобилем. Они приходят к единому мнению и мирятся, а потом отправляются на концерт. На нём они ухищряются попасть на сцену, и Пауэрлайн, нисколько не смутившись, продолжает выступать с их подтанцовкой.
Отпуск заканчивается хорошо: отец и сын нашли общий язык. Дома Макс первым делом навещает Роксану и раскрывает ей свой обман. Она возражает, что все на вечеринке видели их по телевизору, но Макс настаивает на своём, признаваясь, что он просто хотел впечатлить её. Роксана успокаивает его, раскрывая Максу свои собственные чувства, и они договариваются о новом свидании, а Макс также знакомит Роксану с Гуфи.

## Роли озвучивали
- Джейсон Марсден/Аарон Лор (вокал) — Макс
- Билл Фармер — Гуфи
- Роб Полсен — Пи-Джей
- Джим Каммингс — Пит
- Келли Мартин — Роксана
- Поли Шор — Роберт «Бобби» Зиммеруски
- Уоллес Шон — директор Мэйзур
- Дженна фон Ой — Стэйси
- Кевин Лима — Лестер
- Фрэнк Уэлкер — бигфут

## Музыка
Альбом саундтрэков A Goofy Movie был выпущен Walt Disney Records в 1995.
1. «I 2 I» — Тевин Кэмпбелл совместно с Rosie Gaines
2. «After Today» — Aaron Lohr (и хоровое сопровождение)
3. «Stand Out» — Тевин Кэмпбелл
4. «On the Open Road» — Bill Farmer, Aaron Lohr, (и хоровое сопровождение)
5. «Lester’s Possum Park» — Kevin Quinn
6. «Nobody Else But You» — Bill Farmer и Aaron Lohr
7. «Opening Fanfare/Max’s Dream»
8. «Deep Sludge»
9. «Bigfoot»
10. «Hi Dad Soup»
11. «Runaway Car»
12. «Junction»
13. «The Waterfall!/The Truth»